# Karin Mensah
Karin Mensah (Dakar, 8 de marzo de 1965) es una cantante caboverdiana, nacida en Senegal, de formación clásica, cuyo género preferido es el jazz y la música tradicional de África occidental. Es educadora musical y ha sido fundadora y directora de la Academia Superiore di Canto en Verona, Italia, desde 2004. 

## Biografía
Karin Mensah nació el 8 de marzo de 1965 en Dakar, Senegal, en una comunidad de caboverdianos expatriados. En 1975, ingresó a la Escuela de Artes de Danza y Canción de Dakar y desde los 11 años empezó a cantar profesionalmente en teatro y televisión. Su padre fue una influencia para ella, ya que gracias a que este disfrutaba de la música clásica, Mensah creció escuchando este género inusual en África, incluyendo a Beethoven y la ópera. 
Tras sus estudios universitarios, Mensah se mudó a París y se licenció en idiomas modernos en 1988 en la Universidad de París X Nanterre. Completó su trabajo de posgrado en el Instituto Orff de Salzburgo en un programa ofrecido en colaboración con la Società Italiana di Musica Elementare Orff-Schulwerk de Verona para aprender metodología educativa utilizando el Método Orff. Simultáneamente, estudió teoría musical en el Conservatorio Evaristo Felice Dall'Abaco (también conocido como el Conservatorio de Verona) y canto con Rita Orlandi-Malaspina y G. Mastiff, graduándose en 1991. Posteriormente, completó varios cursos de canto, como canto introductorio en el Conservatorio Francesco Antonio Bonporti de Riva del Garda (1991), canto básico con el Maestro Rossi Castellani en el Conservatorio Cesare Pollini de Padua (1993), y técnica vocal con Niranjan Jhaveri en el Jazz-India Vocal Institute en Bombay (1998).

## Carrera
Después de terminar la escuela, Mensah grabó canciones en varios géneros como blues, chanson, funk, jazz, latín y morna, el estilo musical típico de Cabo Verde. Entre estos temas estaban Morna de Cabo Verde (Azzurra - 2000), La vie en rose ... et les plus grandes chansons françaises (Demetra - 2002), "Ayo" cantado en idioma wolof dentro de la colección Salsa Mundo, Cabo Verde (Azzurra - 2002) y Souvenirs de Paris (Brisa - 2005). Participó en el proyecto humanitario Capo Verde Terra D'Amore (Tierra de Amor de Cabo Verde), que fue una recopilación de varios artistas en una serie de cinco CD, cuyos ingresos fueron donados al Programa Mundial de Alimentos (PMA). De ese proyecto, Mensah creó otro álbum, Orizzonti, en el que cantó las canciones tradicionales de Cabo Verde en italiano. En 2014, lanzó Lelio Swing basado en la música de Lelio Luttazzi. Trabajó con otros artistas italianos en el álbum, traduciendo las versiones francesas de canciones y agregando ritmos latinos. 
Mensah también ensañaba a estudiantes y escribió un libro sobre instrucción musical. En 2001 publicó su primer libro, L'Arte di Cantare (El arte de cantar) y abordaba las brechas en la educación. En 2004 fundó la Accademia Superiore di Canto en Verona, de la que se convirtió en directora y que tiene un acuerdo de cooperación con la Academia de Música de Verona. Además de cursos de música tradicional en distintos géneros, su escuela también incorporaba otras disciplinas como el trabajo con un logopeda para mejorar la dicción. Mensah señaló la importancia de este tipo de estudios interdisciplinarios porque ella misma tuvo que luchar para aprender idiomas y técnicas cuando emigró de África.
Mensah fue miembro del jurado en el programa de talentos televisivo Friends of Maria de Filippi del canala italiano Canale 5. Esto impulsó las ventas de su libro, que se convirtió en el tercer manual de enseñanza de italiano más vendido en 2009. Mensah también fue la creadora del Verona Pop Festival en 2012.

## Discografía
- Morna de Caboverde, Azzurra Music, 2000
- La Vie en Rose & Les Plus Belles Chansons Françaises, Edm, 2001
- Caboverde, Azzurra Music, 2002
- La Premiere Heure, Azzurra Music, 2003
- Soul Eternity, Azzurra Music, 2003
- Jazz Band, Azzurra Music, 2010
- Orizzonti, Egea Music, 2013

## Publicaciones
- L'arte di cantare: elementi di tecnica vocale applicata al canto jazz, leggero, rock (en italiano). Colognola ai Colli, Italia: Demetra. 2001. OCLC 636492149.
- L'arte di cantare: manuale pratico di canto moderno. Tecnica vocale applicata al canto pop, jazz, soul, rock, blues, gospel (en italiano). Milano, Italia: Volontè & Co. 2009. ISBN 978-8-863-88086-1.  L'arte di cantare: manuale pratico di canto moderno. Tecnica vocale applicata al canto pop, jazz, soul, rock, blues, gospel (en italiano). Milano, Italia: Volontè & Co. 2009. ISBN 978-8-863-88086-1.  L'arte di cantare: manuale pratico di canto moderno. Tecnica vocale applicata al canto pop, jazz, soul, rock, blues, gospel (en italiano). Milano, Italia: Volontè & Co. 2009. ISBN 978-8-863-88086-1.